# آنجلیک ویدجاجا
آنجلیک ویدجاجا (انگلیسی: Angelique Widjaja؛ زاده ۱۲ دسامبر ۱۹۸۴) یک تنیس‌باز اهل اندونزی است.